# Tour de Suisse 2013
La 77e édition du Tour de Suisse se déroulera du 8 au 16 juin 2013. Il s'agit de la 17e épreuve de l'UCI World Tour 2013.

## Présentation

### Parcours
Après un contre-la-montre inaugural à Quinto, le col du Nufenen (2 478 m), le toit de ce Tour de Suisse, sera gravi dès le début de la 2e étape, qui se conclura à Crans-Montana. S'ensuivront une nouvelle étape difficile, avec un col de 1re catégorie à une vingtaine de kilomètres de l'arrivée, et une étape de plaine. La 5e étape convient aux puncheurs, avec une 1re ascension du Zurzacherberg, puis 2 tours d'un circuit. La traversée de Zurich sera ensuite au programme pour la première fois depuis de nombreuses années, au cœur d'une étape assez vallonnée. La 7e étape est une étape de haute montagne : elle comprend un col de première catégorie, le col de l'Albula (2312 m), et une descente difficile. Après une étape pour puncheurs, l'épreuve se termine par un contre-la-montre en 2 parties (plat jusqu'au premier chrono intermédiaire au km 16,5 puis en montée jusqu'à l'arrivée),,,,.

### Équipes
L'organisateur a communiqué le nom d'une première équipe invitée, la formation suisse IAM, le 8 mars 2013 avant d'annoncer, le 25 mars 2013, la présence de l'équipe française Sojasun comme deuxième et dernière invitée 21 équipes participent à ce Tour de Suisse - 19 ProTeams et 2 équipes continentales professionnelles :
| ProTeams (19)- AG2R La Mondiale - Argos-Shimano - Astana - Blanco - BMC Racing Team - Cannondale Pro Cycling - Euskaltel-Euskadi - FDJ - Garmin Sharp - Katusha - Lampre-Merida - Lotto-Belisol - Movistar Team - Omega Pharma-Quick Step - Orica-GreenEDGE - RadioShack-Leopard - Saxo-Tinkoff - Sky - Vacansoleil-DCM Équipes continentales professionnelles (2)- Sojasun - IAM Cycling |
| |

## Étapes
| Étape     | Date    | Villes étapes               | type                        | Distance (km) | Vainqueur d'étape  | Leader du classement général |
| --------- | ------- | --------------------------- | --------------------------- | ------------- | ------------------ | ---------------------------- |
| 1re étape | 8 juin  | Quinto – Quinto             | contre-la-montre individuel | 8,1           | Cameron Meyer      | Cameron Meyer                |
| 2e étape  | 9 juin  | Quinto – Crans-Montana      | étape de montagne           | 170,7         | Bauke Mollema      | Cameron Meyer                |
| 3e étape  | 10 juin | Montreux – Meiringen        | étape de moyenne montagne   | 203,3         | Peter Sagan        | Mathias Frank                |
| 4e étape  | 11 juin | Meiringen – Buochs          | étape de plaine             | 161           | Arnaud Démare      | Mathias Frank                |
| 5e étape  | 12 juin | Buochs – Leuggern           | étape vallonnée             | 176,4         | Alexander Kristoff | Mathias Frank                |
| 6e étape  | 13 juin | Leuggern – Meilen           | étape vallonnée             | 186,1         | Grégory Rast       | Mathias Frank                |
| 7e étape  | 14 juin | Meilen – La Punt Chamues-ch | étape de montagne           | 206           | Rui Costa          | Mathias Frank                |
| 8e étape  | 15 juin | Zernez – Bad Ragaz          | étape vallonnée             | 180,5         | Peter Sagan        | Mathias Frank                |
| 9e étape  | 16 juin | Bad Ragaz                   | contre-la-montre individuel | 26,8          | Rui Costa          | Rui Costa                    |

## Déroulement de la course

### 1reétape
| \| Classement de l'étape \| Classement de l'étape \| Classement de l'étape \| Classement de l'étape \| Classement de l'étape \| \| Coureur \| Coureur \| Pays \| Équipe \| Temps \| \| --------------------- \| --------------------- \| --------------------- \| ----------------------- \| --------------------- \| \| 1er \| Cameron Meyer \| Australie \| Orica-GreenEDGE \| 9 min 39 s \| \| 2e \| Niki Terpstra \| Pays-Bas \| Omega Pharma-Quick Step \| + 10 s \| \| 3e \| Heinrich Haussler \| Australie \| IAM Cycling \| + 14 s \| \| 4e \| Alex Rasmussen \| Danemark \| Garmin-Sharp \| + 15 s \| \| 5e \| Gorka Verdugo \| Espagne \| Euskaltel Euskadi \| + 16 s \| \| 6e \| Reto Hollenstein \| Suisse \| IAM Cycling \| + 16 s \| \| 7e \| Michel Koch \| Allemagne \| Cannondale \| + 18 s \| \| 8e \| Peter Velits \| Slovaquie \| Omega Pharma-Quick Step \| + 19 s \| \| 9e \| Ryder Hesjedal \| Canada \| Garmin-Sharp \| + 19 s \| \| 10e \| Matteo Tosatto \| Italie \| Saxo-Tinkoff \| + 19 s \| |                   |           |                         |            |
| |                   |           |                         |            |
| |                   |           |                         |            |
| Classement de l'étape |                   |           |                         |            |
| Coureur | Coureur           | Pays      | Équipe                  | Temps      |
| 1er | Cameron Meyer     | Australie | Orica-GreenEDGE         | 9 min 39 s |
| 2e | Niki Terpstra     | Pays-Bas  | Omega Pharma-Quick Step | + 10 s     |
| 3e | Heinrich Haussler | Australie | IAM Cycling             | + 14 s     |
| 4e | Alex Rasmussen    | Danemark  | Garmin-Sharp            | + 15 s     |
| 5e | Gorka Verdugo     | Espagne   | Euskaltel Euskadi       | + 16 s     |
| 6e | Reto Hollenstein  | Suisse    | IAM Cycling             | + 16 s     |
| 7e | Michel Koch       | Allemagne | Cannondale              | + 18 s     |
| 8e | Peter Velits      | Slovaquie | Omega Pharma-Quick Step | + 19 s     |
| 9e | Ryder Hesjedal    | Canada    | Garmin-Sharp            | + 19 s     |
| 10e | Matteo Tosatto    | Italie    | Saxo-Tinkoff            | + 19 s     |

| \| Classement général \| Classement général \| Classement général \| Classement général \| Classement général \| \| Coureur \| Coureur \| Pays \| Équipe \| Temps \| \| ------------------ \| ------------------ \| ------------------ \| ----------------------- \| ------------------ \| \| 1er \| Cameron Meyer \| Australie \| Orica-GreenEDGE \| 9 min 39 s \| \| 2e \| Niki Terpstra \| Pays-Bas \| Omega Pharma-Quick Step \| + 10 s \| \| 3e \| Heinrich Haussler \| Australie \| IAM Cycling \| + 14 s \| \| 4e \| Alex Rasmussen \| Danemark \| Garmin-Sharp \| + 15 s \| \| 5e \| Gorka Verdugo \| Espagne \| Euskaltel Euskadi \| + 16 s \| \| 6e \| Reto Hollenstein \| Suisse \| IAM Cycling \| + 16 s \| \| 7e \| Michel Koch \| Allemagne \| Cannondale \| + 18 s \| \| 8e \| Peter Velits \| Slovaquie \| Omega Pharma-Quick Step \| + 19 s \| \| 9e \| Ryder Hesjedal \| Canada \| Garmin-Sharp \| + 19 s \| \| 10e \| Matteo Tosatto \| Italie \| Saxo-Tinkoff \| + 19 s \| |                   |           |                         |            |
| |                   |           |                         |            |
| |                   |           |                         |            |
| Classement général |                   |           |                         |            |
| Coureur | Coureur           | Pays      | Équipe                  | Temps      |
| 1er | Cameron Meyer     | Australie | Orica-GreenEDGE         | 9 min 39 s |
| 2e | Niki Terpstra     | Pays-Bas  | Omega Pharma-Quick Step | + 10 s     |
| 3e | Heinrich Haussler | Australie | IAM Cycling             | + 14 s     |
| 4e | Alex Rasmussen    | Danemark  | Garmin-Sharp            | + 15 s     |
| 5e | Gorka Verdugo     | Espagne   | Euskaltel Euskadi       | + 16 s     |
| 6e | Reto Hollenstein  | Suisse    | IAM Cycling             | + 16 s     |
| 7e | Michel Koch       | Allemagne | Cannondale              | + 18 s     |
| 8e | Peter Velits      | Slovaquie | Omega Pharma-Quick Step | + 19 s     |
| 9e | Ryder Hesjedal    | Canada    | Garmin-Sharp            | + 19 s     |
| 10e | Matteo Tosatto    | Italie    | Saxo-Tinkoff            | + 19 s     |

### 2eétape
Le parcours intial est modifié en raison de l'impossibilité de déneiger le Col du Nufenen.
| \| Classement de l'étape \| Classement de l'étape \| Classement de l'étape \| Classement de l'étape \| Classement de l'étape \| \| Coureur \| Coureur \| Pays \| Équipe \| Temps \| \| --------------------- \| --------------------- \| --------------------- \| --------------------- \| --------------------- \| \| 1er \| Bauke Mollema \| Pays-Bas \| Blanco \| 2 h 43 min 00 s \| \| 2e \| Mathias Frank \| Suisse \| BMC Racing Team \| + 11 s \| \| 3e \| Thibaut Pinot \| France \| FDJ \| + 11 s \| \| 4e \| Ryder Hesjedal \| Canada \| Garmin-Sharp \| + 11 s \| \| 5e \| Johann Tschopp \| Suisse \| IAM Cycling \| + 11 s \| \| 6e \| Dan Martin \| Irlande \| Garmin-Sharp \| + 11 s \| \| 7e \| Roman Kreuziger \| Tchéquie \| Saxo-Tinkoff \| + 11 s \| \| 8e \| Michele Scarponi \| Italie \| Lampre-Merida \| + 11 s \| \| 9e \| Giovanni Visconti \| Italie \| Movistar Team \| + 19 s \| \| 10e \| Domenico Pozzovivo \| Italie \| AG2R La Mondiale \| + 19 s \| |                    |          |                  |                 |
| |                    |          |                  |                 |
| |                    |          |                  |                 |
| Classement de l'étape |                    |          |                  |                 |
| Coureur | Coureur            | Pays     | Équipe           | Temps           |
| 1er | Bauke Mollema      | Pays-Bas | Blanco           | 2 h 43 min 00 s |
| 2e | Mathias Frank      | Suisse   | BMC Racing Team  | + 11 s          |
| 3e | Thibaut Pinot      | France   | FDJ              | + 11 s          |
| 4e | Ryder Hesjedal     | Canada   | Garmin-Sharp     | + 11 s          |
| 5e | Johann Tschopp     | Suisse   | IAM Cycling      | + 11 s          |
| 6e | Dan Martin         | Irlande  | Garmin-Sharp     | + 11 s          |
| 7e | Roman Kreuziger    | Tchéquie | Saxo-Tinkoff     | + 11 s          |
| 8e | Michele Scarponi   | Italie   | Lampre-Merida    | + 11 s          |
| 9e | Giovanni Visconti  | Italie   | Movistar Team    | + 19 s          |
| 10e | Domenico Pozzovivo | Italie   | AG2R La Mondiale | + 19 s          |

| \| Classement général \| Classement général \| Classement général \| Classement général \| Classement général \| \| Coureur \| Coureur \| Pays \| Équipe \| Temps \| \| ------------------ \| ------------------- \| ------------------ \| ------------------ \| ------------------ \| \| 1er \| Cameron Meyer \| Australie \| Orica-GreenEDGE \| 2 h 53 min 06 s \| \| 2e \| Ryder Hesjedal \| Canada \| Garmin-Sharp \| + 3 s \| \| 3e \| Mathias Frank \| Suisse \| BMC Racing Team \| + 5 s \| \| 4e \| Giovanni Visconti \| Italie \| Movistar Team \| + 12 s \| \| 5e \| Thibaut Pinot \| France \| FDJ \| + 16 s \| \| 6e \| Roman Kreuziger \| Tchéquie \| Saxo-Tinkoff \| + 28 s \| \| 7e \| Moreno Moser \| Italie \| Cannondale \| + 34 s \| \| 8e \| Bauke Mollema \| Pays-Bas \| Blanco \| + 34 s \| \| 9e \| Aleksandr Dyachenko \| Kazakhstan \| Astana \| + 35 s \| \| 10e \| Domenico Pozzovivo \| Italie \| AG2R La Mondiale \| + 36 s \| |                     |            |                  |                 |
| |                     |            |                  |                 |
| |                     |            |                  |                 |
| Classement général |                     |            |                  |                 |
| Coureur | Coureur             | Pays       | Équipe           | Temps           |
| 1er | Cameron Meyer       | Australie  | Orica-GreenEDGE  | 2 h 53 min 06 s |
| 2e | Ryder Hesjedal      | Canada     | Garmin-Sharp     | + 3 s           |
| 3e | Mathias Frank       | Suisse     | BMC Racing Team  | + 5 s           |
| 4e | Giovanni Visconti   | Italie     | Movistar Team    | + 12 s          |
| 5e | Thibaut Pinot       | France     | FDJ              | + 16 s          |
| 6e | Roman Kreuziger     | Tchéquie   | Saxo-Tinkoff     | + 28 s          |
| 7e | Moreno Moser        | Italie     | Cannondale       | + 34 s          |
| 8e | Bauke Mollema       | Pays-Bas   | Blanco           | + 34 s          |
| 9e | Aleksandr Dyachenko | Kazakhstan | Astana           | + 35 s          |
| 10e | Domenico Pozzovivo  | Italie     | AG2R La Mondiale | + 36 s          |

### 3eétape
| \| Classement de l'étape \| Classement de l'étape \| Classement de l'étape \| Classement de l'étape \| Classement de l'étape \| \| Coureur \| Coureur \| Pays \| Équipe \| Temps \| \| --------------------- \| ---------------------- \| --------------------- \| --------------------- \| --------------------- \| \| 1er \| Peter Sagan \| Slovaquie \| Cannondale \| 4 h 46 min 27 s \| \| 2e \| Rui Costa \| Portugal \| Movistar Team \| + 0 s \| \| 3e \| Roman Kreuziger \| Tchéquie \| Saxo-Tinkoff \| + 0 s \| \| 4e \| Mathias Frank \| Suisse \| BMC Racing Team \| + 0 s \| \| 5e \| Bauke Mollema \| Pays-Bas \| Blanco \| + 39 s \| \| 6e \| Giovanni Visconti \| Italie \| Movistar Team \| + 46 s \| \| 7e \| Dan Martin \| Irlande \| Garmin-Sharp \| + 46 s \| \| 8e \| Thibaut Pinot \| France \| FDJ \| + 46 s \| \| 9e \| Tanel Kangert \| Estonie \| Astana \| + 46 s \| \| 10e \| Jean-Christophe Péraud \| France \| AG2R La Mondiale \| + 46 s \| |                        |           |                  |                 |
| |                        |           |                  |                 |
| |                        |           |                  |                 |
| Classement de l'étape |                        |           |                  |                 |
| Coureur | Coureur                | Pays      | Équipe           | Temps           |
| 1er | Peter Sagan            | Slovaquie | Cannondale       | 4 h 46 min 27 s |
| 2e | Rui Costa              | Portugal  | Movistar Team    | + 0 s           |
| 3e | Roman Kreuziger        | Tchéquie  | Saxo-Tinkoff     | + 0 s           |
| 4e | Mathias Frank          | Suisse    | BMC Racing Team  | + 0 s           |
| 5e | Bauke Mollema          | Pays-Bas  | Blanco           | + 39 s          |
| 6e | Giovanni Visconti      | Italie    | Movistar Team    | + 46 s          |
| 7e | Dan Martin             | Irlande   | Garmin-Sharp     | + 46 s          |
| 8e | Thibaut Pinot          | France    | FDJ              | + 46 s          |
| 9e | Tanel Kangert          | Estonie   | Astana           | + 46 s          |
| 10e | Jean-Christophe Péraud | France    | AG2R La Mondiale | + 46 s          |

| \| Classement général \| Classement général \| Classement général \| Classement général \| Classement général \| \| Coureur \| Coureur \| Pays \| Équipe \| Temps \| \| ------------------ \| ---------------------- \| ------------------ \| ------------------ \| ------------------ \| \| 1er \| Mathias Frank \| Suisse \| BMC Racing Team \| 7 h 39 min 38 s \| \| 2e \| Roman Kreuziger \| Tchéquie \| Saxo-Tinkoff \| + 23 s \| \| 3e \| Rui Costa \| Portugal \| Movistar Team \| + 35 s \| \| 4e \| Giovanni Visconti \| Italie \| Movistar Team \| + 53 s \| \| 5e \| Thibaut Pinot \| France \| FDJ \| + 57 s \| \| 6e \| Bauke Mollema \| Pays-Bas \| Blanco \| + 1 min 08 s \| \| 7e \| Dan Martin \| Irlande \| Garmin-Sharp \| + 1 min 23 s \| \| 8e \| Tanel Kangert \| Estonie \| Astana \| + 1 min 26 s \| \| 9e \| Jean-Christophe Péraud \| France \| AG2R La Mondiale \| + 1 min 28 s \| \| 10e \| Tejay van Garderen \| États-Unis \| BMC Racing Team \| + 1 min 39 s \| |                        |            |                  |                 |
| |                        |            |                  |                 |
| |                        |            |                  |                 |
| Classement général |                        |            |                  |                 |
| Coureur | Coureur                | Pays       | Équipe           | Temps           |
| 1er | Mathias Frank          | Suisse     | BMC Racing Team  | 7 h 39 min 38 s |
| 2e | Roman Kreuziger        | Tchéquie   | Saxo-Tinkoff     | + 23 s          |
| 3e | Rui Costa              | Portugal   | Movistar Team    | + 35 s          |
| 4e | Giovanni Visconti      | Italie     | Movistar Team    | + 53 s          |
| 5e | Thibaut Pinot          | France     | FDJ              | + 57 s          |
| 6e | Bauke Mollema          | Pays-Bas   | Blanco           | + 1 min 08 s    |
| 7e | Dan Martin             | Irlande    | Garmin-Sharp     | + 1 min 23 s    |
| 8e | Tanel Kangert          | Estonie    | Astana           | + 1 min 26 s    |
| 9e | Jean-Christophe Péraud | France     | AG2R La Mondiale | + 1 min 28 s    |
| 10e | Tejay van Garderen     | États-Unis | BMC Racing Team  | + 1 min 39 s    |

### 4eétape
| \| Classement de l'étape \| Classement de l'étape \| Classement de l'étape \| Classement de l'étape \| Classement de l'étape \| \| Coureur \| Coureur \| Pays \| Équipe \| Temps \| \| --------------------- \| --------------------- \| --------------------- \| --------------------- \| --------------------- \| \| 1er \| Arnaud Démare \| France \| FDJ \| 4 h 08 min 23 s \| \| 2e \| Matthew Goss \| Australie \| Orica-GreenEDGE \| + 0 s \| \| 3e \| Tyler Farrar \| États-Unis \| Garmin-Sharp \| + 0 s \| \| 4e \| John Degenkolb \| Allemagne \| Argos-Shimano \| + 0 s \| \| 5e \| Alexander Kristoff \| Norvège \| Katusha \| + 0 s \| \| 6e \| Heinrich Haussler \| Australie \| IAM Cycling \| + 0 s \| \| 7e \| Peter Sagan \| Slovaquie \| Cannondale \| + 0 s \| \| 8e \| Jens Debusschere \| Belgique \| Lotto-Belisol \| + 0 s \| \| 9e \| Davide Cimolai \| Italie \| Lampre-Merida \| + 0 s \| \| 10e \| Jacopo Guarnieri \| Italie \| Astana \| + 0 s \| |                    |            |                 |                 |
| |                    |            |                 |                 |
| |                    |            |                 |                 |
| Classement de l'étape |                    |            |                 |                 |
| Coureur | Coureur            | Pays       | Équipe          | Temps           |
| 1er | Arnaud Démare      | France     | FDJ             | 4 h 08 min 23 s |
| 2e | Matthew Goss       | Australie  | Orica-GreenEDGE | + 0 s           |
| 3e | Tyler Farrar       | États-Unis | Garmin-Sharp    | + 0 s           |
| 4e | John Degenkolb     | Allemagne  | Argos-Shimano   | + 0 s           |
| 5e | Alexander Kristoff | Norvège    | Katusha         | + 0 s           |
| 6e | Heinrich Haussler  | Australie  | IAM Cycling     | + 0 s           |
| 7e | Peter Sagan        | Slovaquie  | Cannondale      | + 0 s           |
| 8e | Jens Debusschere   | Belgique   | Lotto-Belisol   | + 0 s           |
| 9e | Davide Cimolai     | Italie     | Lampre-Merida   | + 0 s           |
| 10e | Jacopo Guarnieri   | Italie     | Astana          | + 0 s           |

| \| Classement général \| Classement général \| Classement général \| Classement général \| Classement général \| \| Coureur \| Coureur \| Pays \| Équipe \| Temps \| \| ------------------ \| ---------------------- \| ------------------ \| ------------------ \| ------------------ \| \| 1er \| Mathias Frank \| Suisse \| BMC Racing Team \| 11 h 48 min 01 s \| \| 2e \| Roman Kreuziger \| Tchéquie \| Saxo-Tinkoff \| + 23 s \| \| 3e \| Rui Costa \| Portugal \| Movistar Team \| + 35 s \| \| 4e \| Giovanni Visconti \| Italie \| Movistar Team \| + 53 s \| \| 5e \| Thibaut Pinot \| France \| FDJ \| + 57 s \| \| 6e \| Bauke Mollema \| Pays-Bas \| Blanco \| + 1 min 08 s \| \| 7e \| Dan Martin \| Irlande \| Garmin-Sharp \| + 1 min 23 s \| \| 8e \| Tanel Kangert \| Estonie \| Astana \| + 1 min 26 s \| \| 9e \| Jean-Christophe Péraud \| France \| AG2R La Mondiale \| + 1 min 28 s \| \| 10e \| Tejay van Garderen \| États-Unis \| BMC Racing Team \| + 1 min 39 s \| |                        |            |                  |                  |
| |                        |            |                  |                  |
| |                        |            |                  |                  |
| Classement général |                        |            |                  |                  |
| Coureur | Coureur                | Pays       | Équipe           | Temps            |
| 1er | Mathias Frank          | Suisse     | BMC Racing Team  | 11 h 48 min 01 s |
| 2e | Roman Kreuziger        | Tchéquie   | Saxo-Tinkoff     | + 23 s           |
| 3e | Rui Costa              | Portugal   | Movistar Team    | + 35 s           |
| 4e | Giovanni Visconti      | Italie     | Movistar Team    | + 53 s           |
| 5e | Thibaut Pinot          | France     | FDJ              | + 57 s           |
| 6e | Bauke Mollema          | Pays-Bas   | Blanco           | + 1 min 08 s     |
| 7e | Dan Martin             | Irlande    | Garmin-Sharp     | + 1 min 23 s     |
| 8e | Tanel Kangert          | Estonie    | Astana           | + 1 min 26 s     |
| 9e | Jean-Christophe Péraud | France     | AG2R La Mondiale | + 1 min 28 s     |
| 10e | Tejay van Garderen     | États-Unis | BMC Racing Team  | + 1 min 39 s     |

### 5eétape
| \| Classement de l'étape \| Classement de l'étape \| Classement de l'étape \| Classement de l'étape \| Classement de l'étape \| \| Coureur \| Coureur \| Pays \| Équipe \| Temps \| \| --------------------- \| --------------------- \| --------------------- \| --------------------- \| --------------------- \| \| 1er \| Alexander Kristoff \| Norvège \| Katusha \| 4 h 08 min 29 s \| \| 2e \| Peter Sagan \| Slovaquie \| Cannondale \| + 0 s \| \| 3e \| Arnaud Démare \| France \| FDJ \| + 0 s \| \| 4e \| Matti Breschel \| Danemark \| Saxo-Tinkoff \| + 0 s \| \| 5e \| Heinrich Haussler \| Australie \| IAM Cycling \| + 0 s \| \| 6e \| Matthew Goss \| Australie \| Orica-GreenEDGE \| + 0 s \| \| 7e \| Davide Cimolai \| Italie \| Lampre-Merida \| + 0 s \| \| 8e \| Jacopo Guarnieri \| Italie \| Astana \| + 0 s \| \| 9e \| Boy van Poppel \| Pays-Bas \| Vacansoleil-DCM \| + 0 s \| \| 10e \| Daryl Impey \| Afrique du Sud \| Orica-GreenEDGE \| + 0 s \| |                    |                |                 |                 |
| |                    |                |                 |                 |
| |                    |                |                 |                 |
| Classement de l'étape |                    |                |                 |                 |
| Coureur | Coureur            | Pays           | Équipe          | Temps           |
| 1er | Alexander Kristoff | Norvège        | Katusha         | 4 h 08 min 29 s |
| 2e | Peter Sagan        | Slovaquie      | Cannondale      | + 0 s           |
| 3e | Arnaud Démare      | France         | FDJ             | + 0 s           |
| 4e | Matti Breschel     | Danemark       | Saxo-Tinkoff    | + 0 s           |
| 5e | Heinrich Haussler  | Australie      | IAM Cycling     | + 0 s           |
| 6e | Matthew Goss       | Australie      | Orica-GreenEDGE | + 0 s           |
| 7e | Davide Cimolai     | Italie         | Lampre-Merida   | + 0 s           |
| 8e | Jacopo Guarnieri   | Italie         | Astana          | + 0 s           |
| 9e | Boy van Poppel     | Pays-Bas       | Vacansoleil-DCM | + 0 s           |
| 10e | Daryl Impey        | Afrique du Sud | Orica-GreenEDGE | + 0 s           |

| \| Classement général \| Classement général \| Classement général \| Classement général \| Classement général \| \| Coureur \| Coureur \| Pays \| Équipe \| Temps \| \| ------------------ \| ---------------------- \| ------------------ \| ------------------ \| ------------------ \| \| 1er \| Mathias Frank \| Suisse \| BMC Racing Team \| 15 h 56 min 30 s \| \| 2e \| Roman Kreuziger \| Tchéquie \| Saxo-Tinkoff \| + 23 s \| \| 3e \| Rui Costa \| Portugal \| Movistar Team \| + 35 s \| \| 4e \| Thibaut Pinot \| France \| FDJ \| + 57 s \| \| 5e \| Bauke Mollema \| Pays-Bas \| Blanco \| + 1 min 08 s \| \| 6e \| Dan Martin \| Irlande \| Garmin-Sharp \| + 1 min 23 s \| \| 7e \| Tanel Kangert \| Estonie \| Astana \| + 1 min 26 s \| \| 8e \| Jean-Christophe Péraud \| France \| AG2R La Mondiale \| + 1 min 28 s \| \| 9e \| Tejay van Garderen \| États-Unis \| BMC Racing Team \| + 1 min 39 s \| \| 10e \| Cameron Meyer \| Australie \| Orica-GreenEDGE \| + 1 min 42 s \| |                        |            |                  |                  |
| |                        |            |                  |                  |
| |                        |            |                  |                  |
| Classement général |                        |            |                  |                  |
| Coureur | Coureur                | Pays       | Équipe           | Temps            |
| 1er | Mathias Frank          | Suisse     | BMC Racing Team  | 15 h 56 min 30 s |
| 2e | Roman Kreuziger        | Tchéquie   | Saxo-Tinkoff     | + 23 s           |
| 3e | Rui Costa              | Portugal   | Movistar Team    | + 35 s           |
| 4e | Thibaut Pinot          | France     | FDJ              | + 57 s           |
| 5e | Bauke Mollema          | Pays-Bas   | Blanco           | + 1 min 08 s     |
| 6e | Dan Martin             | Irlande    | Garmin-Sharp     | + 1 min 23 s     |
| 7e | Tanel Kangert          | Estonie    | Astana           | + 1 min 26 s     |
| 8e | Jean-Christophe Péraud | France     | AG2R La Mondiale | + 1 min 28 s     |
| 9e | Tejay van Garderen     | États-Unis | BMC Racing Team  | + 1 min 39 s     |
| 10e | Cameron Meyer          | Australie  | Orica-GreenEDGE  | + 1 min 42 s     |

### 6eétape
| \| Classement de l'étape \| Classement de l'étape \| Classement de l'étape \| Classement de l'étape \| Classement de l'étape \| \| Coureur \| Coureur \| Pays \| Équipe \| Temps \| \| --------------------- \| --------------------- \| --------------------- \| ----------------------- \| --------------------- \| \| 1er \| Grégory Rast \| Suisse \| RadioShack-Leopard \| 4 h 23 min 53 s \| \| 2e \| Mathew Hayman \| Australie \| Team Sky \| + 25 s \| \| 3e \| Alexandr Kolobnev \| Russie \| Katusha \| + 25 s \| \| 4e \| Bert Grabsch \| Allemagne \| Omega Pharma-Quick Step \| + 28 s \| \| 5e \| Peter Sagan \| Slovaquie \| Cannondale \| + 10 min 43 s \| \| 6e \| John Degenkolb \| Allemagne \| Argos-Shimano \| + 10 min 43 s \| \| 7e \| Arnaud Démare \| France \| FDJ \| + 10 min 43 s \| \| 8e \| Ben Swift \| Royaume-Uni \| Team Sky \| + 10 min 43 s \| \| 9e \| Davide Cimolai \| Italie \| Lampre-Merida \| + 10 min 43 s \| \| 10e \| Tosh Van der Sande \| Belgique \| Lotto-Belisol \| + 10 min 43 s \| |                    |             |                         |                 |
| |                    |             |                         |                 |
| |                    |             |                         |                 |
| Classement de l'étape |                    |             |                         |                 |
| Coureur | Coureur            | Pays        | Équipe                  | Temps           |
| 1er | Grégory Rast       | Suisse      | RadioShack-Leopard      | 4 h 23 min 53 s |
| 2e | Mathew Hayman      | Australie   | Team Sky                | + 25 s          |
| 3e | Alexandr Kolobnev  | Russie      | Katusha                 | + 25 s          |
| 4e | Bert Grabsch       | Allemagne   | Omega Pharma-Quick Step | + 28 s          |
| 5e | Peter Sagan        | Slovaquie   | Cannondale              | + 10 min 43 s   |
| 6e | John Degenkolb     | Allemagne   | Argos-Shimano           | + 10 min 43 s   |
| 7e | Arnaud Démare      | France      | FDJ                     | + 10 min 43 s   |
| 8e | Ben Swift          | Royaume-Uni | Team Sky                | + 10 min 43 s   |
| 9e | Davide Cimolai     | Italie      | Lampre-Merida           | + 10 min 43 s   |
| 10e | Tosh Van der Sande | Belgique    | Lotto-Belisol           | + 10 min 43 s   |

| \| Classement général \| Classement général \| Classement général \| Classement général \| Classement général \| \| Coureur \| Coureur \| Pays \| Équipe \| Temps \| \| ------------------ \| ---------------------- \| ------------------ \| ------------------ \| ------------------ \| \| 1er \| Mathias Frank \| Suisse \| BMC Racing Team \| 20 h 31 min 06 s \| \| 2e \| Roman Kreuziger \| Tchéquie \| Saxo-Tinkoff \| + 23 s \| \| 3e \| Rui Costa \| Portugal \| Movistar Team \| + 35 s \| \| 4e \| Thibaut Pinot \| France \| FDJ \| + 57 s \| \| 5e \| Bauke Mollema \| Pays-Bas \| Blanco \| + 1 min 08 s \| \| 6e \| Dan Martin \| Irlande \| Garmin-Sharp \| + 1 min 23 s \| \| 7e \| Tanel Kangert \| Estonie \| Astana \| + 1 min 26 s \| \| 8e \| Jean-Christophe Péraud \| France \| AG2R La Mondiale \| + 1 min 28 s \| \| 9e \| Tejay van Garderen \| États-Unis \| BMC Racing Team \| + 1 min 39 s \| \| 10e \| Cameron Meyer \| Australie \| Orica-GreenEDGE \| + 1 min 42 s \| |                        |            |                  |                  |
| |                        |            |                  |                  |
| |                        |            |                  |                  |
| Classement général |                        |            |                  |                  |
| Coureur | Coureur                | Pays       | Équipe           | Temps            |
| 1er | Mathias Frank          | Suisse     | BMC Racing Team  | 20 h 31 min 06 s |
| 2e | Roman Kreuziger        | Tchéquie   | Saxo-Tinkoff     | + 23 s           |
| 3e | Rui Costa              | Portugal   | Movistar Team    | + 35 s           |
| 4e | Thibaut Pinot          | France     | FDJ              | + 57 s           |
| 5e | Bauke Mollema          | Pays-Bas   | Blanco           | + 1 min 08 s     |
| 6e | Dan Martin             | Irlande    | Garmin-Sharp     | + 1 min 23 s     |
| 7e | Tanel Kangert          | Estonie    | Astana           | + 1 min 26 s     |
| 8e | Jean-Christophe Péraud | France     | AG2R La Mondiale | + 1 min 28 s     |
| 9e | Tejay van Garderen     | États-Unis | BMC Racing Team  | + 1 min 39 s     |
| 10e | Cameron Meyer          | Australie  | Orica-GreenEDGE  | + 1 min 42 s     |

### 7eétape
| \| Classement de l'étape \| Classement de l'étape \| Classement de l'étape \| Classement de l'étape \| Classement de l'étape \| \| Coureur \| Coureur \| Pays \| Équipe \| Temps \| \| --------------------- \| --------------------- \| --------------------- \| --------------------- \| --------------------- \| \| 1er \| Rui Costa \| Portugal \| Movistar Team \| 5 h 11 min 08 s \| \| 2e \| Bauke Mollema \| Pays-Bas \| Blanco \| + 0 s \| \| 3e \| Tejay van Garderen \| États-Unis \| BMC Racing Team \| + 0 s \| \| 4e \| Thibaut Pinot \| France \| FDJ \| + 9 s \| \| 5e \| Cameron Meyer \| Australie \| Orica-GreenEDGE \| + 22 s \| \| 6e \| Dan Martin \| Irlande \| Garmin-Sharp \| + 22 s \| \| 7e \| Roman Kreuziger \| Tchéquie \| Saxo-Tinkoff \| + 22 s \| \| 8e \| Simon Špilak \| Slovénie \| Katusha \| + 22 s \| \| 9e \| Mathias Frank \| Suisse \| BMC Racing Team \| + 22 s \| \| 10e \| Joe Dombrowski \| États-Unis \| Team Sky \| + 22 s \| |                    |            |                 |                 |
| |                    |            |                 |                 |
| |                    |            |                 |                 |
| Classement de l'étape |                    |            |                 |                 |
| Coureur | Coureur            | Pays       | Équipe          | Temps           |
| 1er | Rui Costa          | Portugal   | Movistar Team   | 5 h 11 min 08 s |
| 2e | Bauke Mollema      | Pays-Bas   | Blanco          | + 0 s           |
| 3e | Tejay van Garderen | États-Unis | BMC Racing Team | + 0 s           |
| 4e | Thibaut Pinot      | France     | FDJ             | + 9 s           |
| 5e | Cameron Meyer      | Australie  | Orica-GreenEDGE | + 22 s          |
| 6e | Dan Martin         | Irlande    | Garmin-Sharp    | + 22 s          |
| 7e | Roman Kreuziger    | Tchéquie   | Saxo-Tinkoff    | + 22 s          |
| 8e | Simon Špilak       | Slovénie   | Katusha         | + 22 s          |
| 9e | Mathias Frank      | Suisse     | BMC Racing Team | + 22 s          |
| 10e | Joe Dombrowski     | États-Unis | Team Sky        | + 22 s          |

| \| Classement général \| Classement général \| Classement général \| Classement général \| Classement général \| \| Coureur \| Coureur \| Pays \| Équipe \| Temps \| \| ------------------ \| ------------------ \| ------------------ \| ------------------ \| ------------------ \| \| 1er \| Mathias Frank \| Suisse \| BMC Racing Team \| 25 h 42 min 36 s \| \| 2e \| Rui Costa \| Portugal \| Movistar Team \| + 13 s \| \| 3e \| Roman Kreuziger \| Tchéquie \| Saxo-Tinkoff \| + 23 s \| \| 4e \| Thibaut Pinot \| France \| FDJ \| + 44 s \| \| 5e \| Bauke Mollema \| Pays-Bas \| Blanco \| + 46 s \| \| 6e \| Tejay van Garderen \| États-Unis \| BMC Racing Team \| + 1 min 17 s \| \| 7e \| Dan Martin \| Irlande \| Garmin-Sharp \| + 1 min 23 s \| \| 8e \| Cameron Meyer \| Australie \| Orica-GreenEDGE \| + 1 min 42 s \| \| 9e \| Tanel Kangert \| Estonie \| Astana \| + 1 min 43 s \| \| 10e \| Simon Špilak \| Slovénie \| Katusha \| + 1 min 50 s \| |                    |            |                 |                  |
| |                    |            |                 |                  |
| |                    |            |                 |                  |
| Classement général |                    |            |                 |                  |
| Coureur | Coureur            | Pays       | Équipe          | Temps            |
| 1er | Mathias Frank      | Suisse     | BMC Racing Team | 25 h 42 min 36 s |
| 2e | Rui Costa          | Portugal   | Movistar Team   | + 13 s           |
| 3e | Roman Kreuziger    | Tchéquie   | Saxo-Tinkoff    | + 23 s           |
| 4e | Thibaut Pinot      | France     | FDJ             | + 44 s           |
| 5e | Bauke Mollema      | Pays-Bas   | Blanco          | + 46 s           |
| 6e | Tejay van Garderen | États-Unis | BMC Racing Team | + 1 min 17 s     |
| 7e | Dan Martin         | Irlande    | Garmin-Sharp    | + 1 min 23 s     |
| 8e | Cameron Meyer      | Australie  | Orica-GreenEDGE | + 1 min 42 s     |
| 9e | Tanel Kangert      | Estonie    | Astana          | + 1 min 43 s     |
| 10e | Simon Špilak       | Slovénie   | Katusha         | + 1 min 50 s     |

### 8eétape
| \| Classement de l'étape \| Classement de l'étape \| Classement de l'étape \| Classement de l'étape \| Classement de l'étape \| \| Coureur \| Coureur \| Pays \| Équipe \| Temps \| \| --------------------- \| --------------------- \| --------------------- \| ----------------------- \| --------------------- \| \| 1er \| Peter Sagan \| Slovaquie \| Cannondale \| 4 h 33 min 26 s \| \| 2e \| Daniele Bennati \| Italie \| Saxo-Tinkoff \| + 0 s \| \| 3e \| Philippe Gilbert \| Belgique \| BMC Racing Team \| + 0 s \| \| 4e \| Michael Albasini \| Suisse \| Orica-GreenEDGE \| + 0 s \| \| 5e \| Christophe Riblon \| France \| AG2R La Mondiale \| + 0 s \| \| 6e \| Martin Elmiger \| Suisse \| IAM Cycling \| + 0 s \| \| 7e \| Peter Velits \| Slovaquie \| Omega Pharma-Quick Step \| + 0 s \| \| 8e \| Julien Simon \| France \| Sojasun \| + 0 s \| \| 9e \| Maxime Monfort \| Belgique \| RadioShack-Leopard \| + 0 s \| \| 10e \| Simon Geschke \| Allemagne \| Argos-Shimano \| + 0 s \| |                   |           |                         |                 |
| |                   |           |                         |                 |
| |                   |           |                         |                 |
| Classement de l'étape |                   |           |                         |                 |
| Coureur | Coureur           | Pays      | Équipe                  | Temps           |
| 1er | Peter Sagan       | Slovaquie | Cannondale              | 4 h 33 min 26 s |
| 2e | Daniele Bennati   | Italie    | Saxo-Tinkoff            | + 0 s           |
| 3e | Philippe Gilbert  | Belgique  | BMC Racing Team         | + 0 s           |
| 4e | Michael Albasini  | Suisse    | Orica-GreenEDGE         | + 0 s           |
| 5e | Christophe Riblon | France    | AG2R La Mondiale        | + 0 s           |
| 6e | Martin Elmiger    | Suisse    | IAM Cycling             | + 0 s           |
| 7e | Peter Velits      | Slovaquie | Omega Pharma-Quick Step | + 0 s           |
| 8e | Julien Simon      | France    | Sojasun                 | + 0 s           |
| 9e | Maxime Monfort    | Belgique  | RadioShack-Leopard      | + 0 s           |
| 10e | Simon Geschke     | Allemagne | Argos-Shimano           | + 0 s           |

| \| Classement général \| Classement général \| Classement général \| Classement général \| Classement général \| \| Coureur \| Coureur \| Pays \| Équipe \| Temps \| \| ------------------ \| ------------------ \| ------------------ \| ------------------ \| ------------------ \| \| 1er \| Mathias Frank \| Suisse \| BMC Racing Team \| 30 h 16 min 02 s \| \| 2e \| Rui Costa \| Portugal \| Movistar Team \| + 13 s \| \| 3e \| Roman Kreuziger \| Tchéquie \| Saxo-Tinkoff \| + 23 s \| \| 4e \| Thibaut Pinot \| France \| FDJ \| + 44 s \| \| 5e \| Bauke Mollema \| Pays-Bas \| Blanco \| + 46 s \| \| 6e \| Tejay van Garderen \| États-Unis \| BMC Racing Team \| + 1 min 17 s \| \| 7e \| Dan Martin \| Irlande \| Garmin-Sharp \| + 1 min 23 s \| \| 8e \| Tanel Kangert \| Estonie \| Astana \| + 1 min 43 s \| \| 9e \| Simon Špilak \| Slovénie \| Katusha \| + 1 min 50 s \| \| 10e \| Cameron Meyer \| Australie \| Orica-GreenEDGE \| + 2 min 09 s \| |                    |            |                 |                  |
| |                    |            |                 |                  |
| |                    |            |                 |                  |
| Classement général |                    |            |                 |                  |
| Coureur | Coureur            | Pays       | Équipe          | Temps            |
| 1er | Mathias Frank      | Suisse     | BMC Racing Team | 30 h 16 min 02 s |
| 2e | Rui Costa          | Portugal   | Movistar Team   | + 13 s           |
| 3e | Roman Kreuziger    | Tchéquie   | Saxo-Tinkoff    | + 23 s           |
| 4e | Thibaut Pinot      | France     | FDJ             | + 44 s           |
| 5e | Bauke Mollema      | Pays-Bas   | Blanco          | + 46 s           |
| 6e | Tejay van Garderen | États-Unis | BMC Racing Team | + 1 min 17 s     |
| 7e | Dan Martin         | Irlande    | Garmin-Sharp    | + 1 min 23 s     |
| 8e | Tanel Kangert      | Estonie    | Astana          | + 1 min 43 s     |
| 9e | Simon Špilak       | Slovénie   | Katusha         | + 1 min 50 s     |
| 10e | Cameron Meyer      | Australie  | Orica-GreenEDGE | + 2 min 09 s     |

### 9eétape
| \| Classement de l'étape \| Classement de l'étape \| Classement de l'étape \| Classement de l'étape \| Classement de l'étape \| \| Coureur \| Coureur \| Pays \| Équipe \| Temps \| \| --------------------- \| ---------------------- \| --------------------- \| --------------------- \| --------------------- \| \| 1er \| Rui Costa \| Portugal \| Movistar Team \| 51 min 56 s \| \| 2e \| Tanel Kangert \| Estonie \| Astana \| + 21 s \| \| 3e \| Bauke Mollema \| Pays-Bas \| Blanco \| + 29 s \| \| 4e \| Jean-Christophe Péraud \| France \| AG2R La Mondiale \| + 42 s \| \| 5e \| Andrey Amador \| Costa Rica \| Movistar Team \| + 43 s \| \| 6e \| Thibaut Pinot \| France \| FDJ \| + 55 s \| \| 7e \| Roman Kreuziger \| Tchéquie \| Saxo-Tinkoff \| + 1 min 00 s \| \| 8e \| Simon Špilak \| Slovénie \| Katusha \| + 1 min 05 s \| \| 9e \| Janez Brajkovič \| Slovénie \| Astana \| + 1 min 05 s \| \| 10e \| Tejay van Garderen \| États-Unis \| BMC Racing Team \| + 1 min 19 s \| |                        |            |                  |              |
| |                        |            |                  |              |
| |                        |            |                  |              |
| Classement de l'étape |                        |            |                  |              |
| Coureur | Coureur                | Pays       | Équipe           | Temps        |
| 1er | Rui Costa              | Portugal   | Movistar Team    | 51 min 56 s  |
| 2e | Tanel Kangert          | Estonie    | Astana           | + 21 s       |
| 3e | Bauke Mollema          | Pays-Bas   | Blanco           | + 29 s       |
| 4e | Jean-Christophe Péraud | France     | AG2R La Mondiale | + 42 s       |
| 5e | Andrey Amador          | Costa Rica | Movistar Team    | + 43 s       |
| 6e | Thibaut Pinot          | France     | FDJ              | + 55 s       |
| 7e | Roman Kreuziger        | Tchéquie   | Saxo-Tinkoff     | + 1 min 00 s |
| 8e | Simon Špilak           | Slovénie   | Katusha          | + 1 min 05 s |
| 9e | Janez Brajkovič        | Slovénie   | Astana           | + 1 min 05 s |
| 10e | Tejay van Garderen     | États-Unis | BMC Racing Team  | + 1 min 19 s |

## Classements finals

### Classement général
| \| Classement général \| Classement général \| Classement général \| Classement général \| Classement général \| \| Coureur \| Coureur \| Pays \| Équipe \| Temps \| \| ------------------ \| ------------------ \| ------------------ \| ------------------ \| ------------------ \| \| 1er \| Rui Costa \| Portugal \| Movistar Team \| 31 h 08 min 11 s \| \| 2e \| Bauke Mollema \| Pays-Bas \| Blanco \| + 1 min 02 s \| \| 3e \| Roman Kreuziger \| Tchéquie \| Saxo-Tinkoff \| + 1 min 10 s \| \| 4e \| Thibaut Pinot \| France \| FDJ \| + 1 min 26 s \| \| 5e \| Mathias Frank \| Suisse \| BMC Racing Team \| + 1 min 43 s \| \| 6e \| Tanel Kangert \| Estonie \| Astana \| + 1 min 51 s \| \| 7e \| Tejay van Garderen \| États-Unis \| BMC Racing Team \| + 2 min 23 s \| \| 8e \| Dan Martin \| Irlande \| Garmin-Sharp \| + 2 min 42 s \| \| 9e \| Simon Špilak \| Slovénie \| Katusha \| + 2 min 42 s \| \| 10e \| Cameron Meyer \| Australie \| Orica-GreenEDGE \| + 3 min 44 s \| |                    |            |                 |                  |
| |                    |            |                 |                  |
| Source : ProCyclingStats |                    |            |                 |                  |
| Classement général |                    |            |                 |                  |
| Coureur | Coureur            | Pays       | Équipe          | Temps            |
| 1er | Rui Costa          | Portugal   | Movistar Team   | 31 h 08 min 11 s |
| 2e | Bauke Mollema      | Pays-Bas   | Blanco          | + 1 min 02 s     |
| 3e | Roman Kreuziger    | Tchéquie   | Saxo-Tinkoff    | + 1 min 10 s     |
| 4e | Thibaut Pinot      | France     | FDJ             | + 1 min 26 s     |
| 5e | Mathias Frank      | Suisse     | BMC Racing Team | + 1 min 43 s     |
| 6e | Tanel Kangert      | Estonie    | Astana          | + 1 min 51 s     |
| 7e | Tejay van Garderen | États-Unis | BMC Racing Team | + 2 min 23 s     |
| 8e | Dan Martin         | Irlande    | Garmin-Sharp    | + 2 min 42 s     |
| 9e | Simon Špilak       | Slovénie   | Katusha         | + 2 min 42 s     |
| 10e | Cameron Meyer      | Australie  | Orica-GreenEDGE | + 3 min 44 s     |

| Classement par points | Classement par points | Classement par points | Classement par points | Classement par points |
| Coureur               | Coureur               | Pays                  | Équipe                | Points                |
| --------------------- | --------------------- | --------------------- | --------------------- | --------------------- |
| 1er                   | Peter Sagan           | Slovaquie             | Cannondale            | 80 pts                |
| 2e                    | Arnaud Démare         | France                | FDJ                   | 50 pts                |
| 3e                    | Bauke Mollema         | Pays-Bas              | Blanco                | 47 pts                |
| 4e                    | Rui Costa             | Portugal              | Movistar Team         | 42 pts                |
| 5e                    | Alexander Kristoff    | Norvège               | Katusha               | 41 pts                |
| 6e                    | Thibaut Pinot         | France                | FDJ                   | 32 pts                |
| 7e                    | Roman Kreuziger       | Tchéquie              | Saxo-Tinkoff          | 28 pts                |
| 8e                    | Grégory Rast          | Suisse                | RadioShack-Leopard    | 27 pts                |
| 9e                    | Mathias Frank         | Suisse                | BMC Racing Team       | 26 pts                |
| 10e                   | Cameron Meyer         | Australie             | Orica-GreenEDGE       | 23 pts                |

| Classement par points | Classement par points | Classement par points | Classement par points | Classement par points |
| Coureur               | Coureur               | Pays                  | Équipe                | Points                |
| --------------------- | --------------------- | --------------------- | --------------------- | --------------------- |
| 1er                   | Peter Sagan           | Slovaquie             | Cannondale            | 80 pts                |
| 2e                    | Arnaud Démare         | France                | FDJ                   | 50 pts                |
| 3e                    | Bauke Mollema         | Pays-Bas              | Blanco                | 47 pts                |
| 4e                    | Rui Costa             | Portugal              | Movistar Team         | 42 pts                |
| 5e                    | Alexander Kristoff    | Norvège               | Katusha               | 41 pts                |
| 6e                    | Thibaut Pinot         | France                | FDJ                   | 32 pts                |
| 7e                    | Roman Kreuziger       | Tchéquie              | Saxo-Tinkoff          | 28 pts                |
| 8e                    | Grégory Rast          | Suisse                | RadioShack-Leopard    | 27 pts                |
| 9e                    | Mathias Frank         | Suisse                | BMC Racing Team       | 26 pts                |
| 10e                   | Cameron Meyer         | Australie             | Orica-GreenEDGE       | 23 pts                |

| Classement de la montagne | Classement de la montagne | Classement de la montagne | Classement de la montagne | Classement de la montagne |
| Coureur                   | Coureur                   | Pays                      | Équipe                    | Points                    |
| ------------------------- | ------------------------- | ------------------------- | ------------------------- | ------------------------- |
| 1er                       | Robert Vrečer             | Slovénie                  | Euskaltel Euskadi         | 31 pts                    |
| 2e                        | Thibaut Pinot             | France                    | FDJ                       | 28 pts                    |
| 3e                        | Manuele Mori              | Italie                    | Lampre-Merida             | 23 pts                    |
| 4e                        | Rui Costa                 | Portugal                  | Movistar Team             | 17 pts                    |
| 5e                        | Alexandr Kolobnev         | Russie                    | Katusha                   | 15 pts                    |
| 6e                        | Roman Kreuziger           | Tchéquie                  | Saxo-Tinkoff              | 12 pts                    |
| 7e                        | Serge Pauwels             | Belgique                  | Omega Pharma-Quick Step   | 12 pts                    |
| 8e                        | Jens Voigt                | Allemagne                 | RadioShack-Leopard        | 12 pts                    |
| 9e                        | Tejay van Garderen        | États-Unis                | BMC Racing Team           | 10 pts                    |
| 10e                       | Georg Preidler            | Autriche                  | Argos-Shimano             | 10 pts                    |

| Classement de la montagne | Classement de la montagne | Classement de la montagne | Classement de la montagne | Classement de la montagne |
| Coureur                   | Coureur                   | Pays                      | Équipe                    | Points                    |
| ------------------------- | ------------------------- | ------------------------- | ------------------------- | ------------------------- |
| 1er                       | Robert Vrečer             | Slovénie                  | Euskaltel Euskadi         | 31 pts                    |
| 2e                        | Thibaut Pinot             | France                    | FDJ                       | 28 pts                    |
| 3e                        | Manuele Mori              | Italie                    | Lampre-Merida             | 23 pts                    |
| 4e                        | Rui Costa                 | Portugal                  | Movistar Team             | 17 pts                    |
| 5e                        | Alexandr Kolobnev         | Russie                    | Katusha                   | 15 pts                    |
| 6e                        | Roman Kreuziger           | Tchéquie                  | Saxo-Tinkoff              | 12 pts                    |
| 7e                        | Serge Pauwels             | Belgique                  | Omega Pharma-Quick Step   | 12 pts                    |
| 8e                        | Jens Voigt                | Allemagne                 | RadioShack-Leopard        | 12 pts                    |
| 9e                        | Tejay van Garderen        | États-Unis                | BMC Racing Team           | 10 pts                    |
| 10e                       | Georg Preidler            | Autriche                  | Argos-Shimano             | 10 pts                    |

| Classement des sprints | Classement des sprints | Classement des sprints | Classement des sprints  | Classement des sprints |
| Coureur                | Coureur                | Pays                   | Équipe                  | Points                 |
| ---------------------- | ---------------------- | ---------------------- | ----------------------- | ---------------------- |
| 1er                    | Robert Vrečer          | Slovénie               | Euskaltel Euskadi       | 15 pts                 |
| 2e                     | Adrián Sáez            | Espagne                | Euskaltel Euskadi       | 13 pts                 |
| 3e                     | Maxime Bouet           | France                 | AG2R La Mondiale        | 9 pts                  |
| 4e                     | Luis León Sánchez      | Espagne                | Blanco                  | 7 pts                  |
| 5e                     | Alexandr Kolobnev      | Russie                 | Katusha                 | 7 pts                  |
| 6e                     | Jens Voigt             | Allemagne              | RadioShack-Leopard      | 7 pts                  |
| 7e                     | Grégory Rast           | Suisse                 | RadioShack-Leopard      | 7 pts                  |
| 8e                     | Marcus Burghardt       | Allemagne              | BMC Racing Team         | 6 pts                  |
| 9e                     | Hayden Roulston        | Nouvelle-Zélande       | RadioShack-Leopard      | 6 pts                  |
| 10e                    | Niki Terpstra          | Pays-Bas               | Omega Pharma-Quick Step | 6 pts                  |

| Classement des sprints | Classement des sprints | Classement des sprints | Classement des sprints  | Classement des sprints |
| Coureur                | Coureur                | Pays                   | Équipe                  | Points                 |
| ---------------------- | ---------------------- | ---------------------- | ----------------------- | ---------------------- |
| 1er                    | Robert Vrečer          | Slovénie               | Euskaltel Euskadi       | 15 pts                 |
| 2e                     | Adrián Sáez            | Espagne                | Euskaltel Euskadi       | 13 pts                 |
| 3e                     | Maxime Bouet           | France                 | AG2R La Mondiale        | 9 pts                  |
| 4e                     | Luis León Sánchez      | Espagne                | Blanco                  | 7 pts                  |
| 5e                     | Alexandr Kolobnev      | Russie                 | Katusha                 | 7 pts                  |
| 6e                     | Jens Voigt             | Allemagne              | RadioShack-Leopard      | 7 pts                  |
| 7e                     | Grégory Rast           | Suisse                 | RadioShack-Leopard      | 7 pts                  |
| 8e                     | Marcus Burghardt       | Allemagne              | BMC Racing Team         | 6 pts                  |
| 9e                     | Hayden Roulston        | Nouvelle-Zélande       | RadioShack-Leopard      | 6 pts                  |
| 10e                    | Niki Terpstra          | Pays-Bas               | Omega Pharma-Quick Step | 6 pts                  |

| Classement par équipes | Classement par équipes | Classement par équipes | Classement par équipes |
| Équipe                 | Équipe                 | Pays                   | Temps                  |
| ---------------------- | ---------------------- | ---------------------- | ---------------------- |
| 1re                    | Astana                 | Kazakhstan             | 93 h 35 min 59 s       |
| 2e                     | BMC Racing Team        | États-Unis             | + 4 min 06 s           |
| 3e                     | Movistar Team          | Espagne                | + 4 min 20 s           |
| 4e                     | AG2R La Mondiale       | France                 | + 8 min 48 s           |
| 5e                     | Katusha                | Russie                 | + 14 min 10 s          |
| 6e                     | Saxo-Tinkoff           | Danemark               | + 15 min 10 s          |
| 7e                     | Blanco                 | Pays-Bas               | + 18 min 45 s          |
| 8e                     | IAM Cycling            | Suisse                 | + 20 min 56 s          |
| 9e                     | Euskaltel-Euskadi      | Espagne                | + 22 min 49 s          |
| 10e                    | RadioShack-Leopard     | Luxembourg             | + 26 min 51 s          |

| Classement par équipes | Classement par équipes | Classement par équipes | Classement par équipes |
| Équipe                 | Équipe                 | Pays                   | Temps                  |
| ---------------------- | ---------------------- | ---------------------- | ---------------------- |
| 1re                    | Astana                 | Kazakhstan             | 93 h 35 min 59 s       |
| 2e                     | BMC Racing Team        | États-Unis             | + 4 min 06 s           |
| 3e                     | Movistar Team          | Espagne                | + 4 min 20 s           |
| 4e                     | AG2R La Mondiale       | France                 | + 8 min 48 s           |
| 5e                     | Katusha                | Russie                 | + 14 min 10 s          |
| 6e                     | Saxo-Tinkoff           | Danemark               | + 15 min 10 s          |
| 7e                     | Blanco                 | Pays-Bas               | + 18 min 45 s          |
| 8e                     | IAM Cycling            | Suisse                 | + 20 min 56 s          |
| 9e                     | Euskaltel-Euskadi      | Espagne                | + 22 min 49 s          |
| 10e                    | RadioShack-Leopard     | Luxembourg             | + 26 min 51 s          |

### UCI World Tour
Ce Tour de Suisse attribue des points pour l'UCI World Tour 2013, seulement aux coureurs des équipes ayant un label ProTeam.
| Position           | 1er | 2e | 3e | 4e | 5e | 6e | 7e | 8e | 9e | 10e |
| Classement général | 100 | 80 | 70 | 60 | 50 | 40 | 30 | 20 | 10 | 4   |
| Par étape          | 6   | 4  | 2  | 1  | 1  |    |    |    |    |     |

| #  | Coureur            | Équipe          | Points |
| -- | ------------------ | --------------- | ------ |
| 1  | Rui Costa          | Movistar        | 116    |
| 2  | Bauke Mollema      | Blanco          | 93     |
| 3  | Roman Kreuziger    | Saxo-Tinkoff    | 72     |
| 4  | Thibaut Pinot      | FDJ             | 63     |
| 5  | Mathias Frank      | BMC Racing      | 55     |
| 6  | Tanel Kangert      | Astana          | 44     |
| 7  | Tejay van Garderen | BMC Racing      | 32     |
| 8  | Daniel Martin      | Garmin-Sharp    | 20     |
| 9  | Peter Sagan        | Cannondale      | 17     |
| 10 | Cameron Meyer      | Orica-GreenEDGE | 11     |

| Suite du classement (11-31) | Suite du classement (11-31) | Suite du classement (11-31) | Suite du classement (11-31) |
| --------------------------- | --------------------------- | --------------------------- | --------------------------- |
| 11                          | Simon Špilak                | Katusha                     | 10                          |
| 12                          | Arnaud Démare               | FDJ                         | 8                           |
| 13                          | Alexander Kristoff          | Katusha                     | 7                           |
| 14                          | Grégory Rast                | RadioShack-Leopard          | 6                           |
| 15                          | Daniele Bennati             | Saxo-Tinkoff                | 4                           |
| 15                          | Matthew Goss                | Orica-GreenEDGE             | 4                           |
| 15                          | Mathew Hayman               | Sky                         | 4                           |
| 15                          | Niki Terpstra               | Omega Pharma-Quick Step     | 4                           |
| 19                          | Tyler Farrar                | Garmin-Sharp                | 2                           |
| 19                          | Philippe Gilbert            | BMC Racing                  | 2                           |
| 19                          | Alexandr Kolobnev           | Katusha                     | 2                           |
| 22                          | Michael Albasini            | Orica-GreenEDGE             | 1                           |
| 22                          | Andrey Amador               | Movistar                    | 1                           |
| 22                          | Matti Breschel              | Saxo-Tinkoff                | 1                           |
| 22                          | John Degenkolb              | Argos-Shimano               | 1                           |
| 22                          | Bert Grabsch                | Omega Pharma-Quick Step     | 1                           |
| 22                          | Ryder Hesjedal              | Garmin-Sharp                | 1                           |
| 22                          | Jean-Christophe Péraud      | AG2R La Mondiale            | 1                           |
| 22                          | Christophe Riblon           | AG2R La Mondiale            | 1                           |
| 22                          | Alex Rasmussen              | Garmin-Sharp                | 1                           |
| 22                          | Gorka Verdugo               | Euskaltel Euskadi           | 1                           |

## Évolution des classements
| Étape              | Vainqueur          | Classement général | Classement par points | Classement de la montagne | Classement des sprints | Classement par équipes  |
| ------------------ | ------------------ | ------------------ | --------------------- | ------------------------- | ---------------------- | ----------------------- |
| 1                  | Cameron Meyer      | Cameron Meyer      | Cameron Meyer         | Non décerné               | Non décerné            | Omega Pharma-Quick Step |
| 2                  | Bauke Mollema      | Cameron Meyer      | Cameron Meyer         | Ryder Hesjedal            | Enrique Sanz           | IAM                     |
| 3                  | Peter Sagan        | Mathias Frank      | Bauke Mollema         | Roman Kreuziger           | Enrique Sanz           | Astana                  |
| 4                  | Arnaud Démare      | Mathias Frank      | Arnaud Démare         | Robert Vrečer             | Enrique Sanz           | Astana                  |
| 5                  | Alexander Kristoff | Mathias Frank      | Peter Sagan           | Robert Vrečer             | Enrique Sanz           | Astana                  |
| 6                  | Grégory Rast       | Mathias Frank      | Peter Sagan           | Robert Vrečer             | Enrique Sanz           | Katusha                 |
| 7                  | Rui Costa          | Mathias Frank      | Peter Sagan           | Thibaut Pinot             | Enrique Sanz           | Astana                  |
| 8                  | Peter Sagan        | Mathias Frank      | Peter Sagan           | Robert Vrečer             | Robert Vrečer          | Astana                  |
| 9                  | Rui Costa          | Rui Costa          | Peter Sagan           | Robert Vrečer             | Robert Vrečer          | Astana                  |
| Classements finals | Classements finals | Rui Costa          | Peter Sagan           | Robert Vrečer             | Robert Vrečer          | Astana                  |

## Liste des participants
| Légende | Légende                                                                                                  | Légende | Légende                                                                                         |
| ------- | --- | ------- | ----------------------------------------------------------------------------------------------- |
| Num     | Dossard de départ porté par le coureur sur ce Tour de Suisse                                             | Pos     | Position finale au classement général                                                           |
|         | Indique le vainqueur du classement général                                                               |         | Indique le vainqueur du classement de la montagne                                               |
|         | Indique le vainqueur du classement par points                                                            |         | Indique le vainqueur du classement des sprints                                                  |
| #       | Indique la meilleure équipe                                                                              |         |                                                                                                 |
| NP      | Indique un coureur qui n'a pas pris le départ d'une étape, suivi du numéro de l'étape où il s'est retiré | AB      | Indique un coureur qui n'a pas terminé une étape, suivi du numéro de l'étape où il s'est retiré |
| HD      | Indique un coureur qui a terminé une étape hors des délais, suivi du numéro de l'étape                   | *       | Indique un coureur en lice pour le maillot blanc (coureurs nés après le 1er janvier 1988)       |

| Movistar MOV | Movistar MOV              | Movistar MOV |
| ------------ | ------------------------- | ------------ |
| Num          | Coureur                   | Pos          |
| 1            | Rui Costa (POR)           | 1er          |
| 2            | Andrey Amador (CRC)       | 17e          |
| 3            | Jesús Herrada (ESP)       | 53e          |
| 4            | José Iván Gutiérrez (ESP) | NP-9         |
| 5            | Vladimir Karpets (RUS)    | 124e         |
| 6            | José Joaquín Rojas (ESP)  | 61e          |
| 7            | Enrique Sanz (ESP)        | NP-9         |
| 8            | Giovanni Visconti (ITA)   | AB-5         |

| Sky SKY | Sky SKY                      | Sky SKY |
| ------- | ---------------------------- | ------- |
| Num     | Coureur                      | Pos     |
| 11      | Jonathan Tiernan-Locke (GBR) | 104e    |
| 12      | Joe Dombrowski (USA)         | 35e     |
| 13      | Joshua Edmondson (GBR)       | 52e     |
| 14      | Bernhard Eisel (AUT)         | 113e    |
| 15      | Mathew Hayman (AUS)          | 94e     |
| 16      | Gabriel Rasch (NOR)          | 85e     |
| 17      | Luke Rowe (GBR)              | 109e    |
| 18      | Ben Swift (GBR)              | 141e    |

| Katusha KAT | Katusha KAT                 | Katusha KAT |
| ----------- | --------------------------- | ----------- |
| Num         | Coureur                     | Pos         |
| 21          | Simon Špilak (SLO)          | 9e          |
| 22          | Vladimir Gusev (RUS)        | 24e         |
| 23          | Vladimir Isaychev (RUS)     | 122e        |
| 24          | Alexandr Kolobnev (RUS)     | 60e         |
| 25          | Alexander Kristoff (NOR)    | 111e        |
| 26          | Aliaksandr Kuschynski (BLR) | 90e         |
| 27          | Eduard Vorganov (RUS)       | 28e         |
| 28          | Gatis Smukulis (LAT)        | 86e         |

| RadioShack-Leopard RNT | RadioShack-Leopard RNT  | RadioShack-Leopard RNT |
| ---------------------- | ----------------------- | ---------------------- |
| Num                    | Coureur                 | Pos                    |
| 31                     | Fabian Cancellara (SUI) | 105e                   |
| 32                     | Stijn Devolder (BEL)    | 83e                    |
| 33                     | Andreas Klöden (GER)    | 63e                    |
| 34                     | Maxime Monfort (BEL)    | 20e                    |
| 35                     | Grégory Rast (SUI)      | 70e                    |
| 36                     | Hayden Roulston (NZL)   | 82e                    |
| 37                     | Andy Schleck (LUX)      | 40e                    |
| 38                     | Jens Voigt (GER)        | 64e                    |

| Omega Pharma-Quick Step OPQ | Omega Pharma-Quick Step OPQ    | Omega Pharma-Quick Step OPQ |
| --------------------------- | ------------------------------ | --------------------------- |
| Num                         | Coureur                        | Pos                         |
| 41                          | Tom Boonen (BEL)               | 98e                         |
| 42                          | Kevin De Weert (BEL)           | 56e                         |
| 43                          | Bert Grabsch (GER)             | 110e                        |
| 44                          | Kevin Pauwels (BEL)            | 100e                        |
| 45                          | Niki Terpstra (NED)            | 93e                         |
| 46                          | Kristof Vandewalle (BEL)       | 65e                         |
| 47                          | Guillaume Van Keirsbulck (BEL) | 75e                         |
| 48                          | Peter Velits (SVK)             | 23e                         |

| Astana AST | Astana AST                | Astana AST |
| ---------- | ------------------------- | ---------- |
| Num        | Coureur                   | Pos        |
| 51         | Janez Brajkovič (SLO)     | 14e        |
| 52         | Aleksandr Dyachenko (KAZ) | 11e        |
| 53         | Enrico Gasparotto (ITA)   | 92e        |
| 54         | Jacopo Guarnieri (ITA)    | 130e       |
| 55         | Arman Kamyshev (KAZ)      | AB-7       |
| 56         | Tanel Kangert (EST)       | 6e         |
| 57         | Andrey Kashechkin (KAZ)   | 54e        |
| 58         | Simone Ponzi (ITA)        | 107e       |

| Garmin-Sharp GRS | Garmin-Sharp GRS        | Garmin-Sharp GRS |
| ---------------- | ----------------------- | ---------------- |
| Num              | Coureur                 | Pos              |
| 61               | Ryder Hesjedal (CAN)    | AB-3             |
| 62               | Tyler Farrar (USA)      | 135e             |
| 63               | Daniel Martin (IRL)     | 8e               |
| 64               | David Millar (GBR)      | 102e             |
| 65               | Lachlan Morton (USA)    | 137e             |
| 66               | Alex Rasmussen (DEN)    | 142e             |
| 67               | Johan Vansummeren (BEL) | 81e              |
| 68               | Fabian Wegmann (GER)    | AB-4             |

| BMC Racing BMC | BMC Racing BMC           | BMC Racing BMC |
| -------------- | ------------------------ | -------------- |
| Num            | Coureur                  | Pos            |
| 71             | Philippe Gilbert (BEL)   | 59e            |
| 72             | Marcus Burghardt (GER)   | 74e            |
| 73             | Mathias Frank (SUI)      | 5e             |
| 74             | Martin Kohler (SUI)      | 88e            |
| 75             | Amaël Moinard (FRA)      | 22e            |
| 76             | Michael Schär (SUI)      | 66e            |
| 77             | Greg Van Avermaet (BEL)  | 121e           |
| 78             | Tejay van Garderen (USA) | 7e             |

| AG2R La Mondiale ALM | AG2R La Mondiale ALM         | AG2R La Mondiale ALM |
| -------------------- | ---------------------------- | -------------------- |
| Num                  | Coureur                      | Pos                  |
| 81                   | Jean-Christophe Péraud (FRA) | 13e                  |
| 82                   | Maxime Bouet (FRA)           | 19e                  |
| 83                   | Mikaël Cherel (FRA)          | 32e                  |
| 84                   | Sébastien Minard (FRA)       | 99e                  |
| 85                   | Lloyd Mondory (FRA)          | AB-6                 |
| 86                   | Matteo Montaguti (ITA)       | 47e                  |
| 87                   | Domenico Pozzovivo (ITA)     | NP-9                 |
| 88                   | Christophe Riblon (FRA)      | 49e                  |

| Lampre-Merida LAM | Lampre-Merida LAM      | Lampre-Merida LAM |
| ----------------- | ---------------------- | ----------------- |
| Num               | Coureur                | Pos               |
| 91                | Diego Ulissi (ITA)     | AB-7              |
| 92                | Davide Cimolai (ITA)   | 108e              |
| 93                | Roberto Ferrari (ITA)  | AB-3              |
| 94                | Manuele Mori (ITA)     | 76e               |
| 95                | Simone Stortoni (ITA)  | 72e               |
| 96                | Michele Scarponi (ITA) | 21e               |
| 97                | Davide Viganò (ITA)    | 117e              |
| 98                | Luca Wackermann (ITA)  | 132e              |

| Cannondale CAN | Cannondale CAN              | Cannondale CAN |
| -------------- | --------------------------- | -------------- |
| Num            | Coureur                     | Pos            |
| 101            | Stefano Agostini (ITA)      | 62e            |
| 102            | Damiano Caruso (Italie)     | 67e            |
| 103            | Lucas Sebastián Haedo (ARG) | 123e           |
| 104            | Ted King (USA)              | 116e           |
| 105            | Michel Koch (GER)           | 103e           |
| 106            | Paolo Longo Borghini (ITA)  | 114e           |
| 107            | Moreno Moser (ITA)          | 26e            |
| 108            | Peter Sagan (SVK)           | 48e            |

| Blanco BLA | Blanco BLA                 | Blanco BLA |
| ---------- | -------------------------- | ---------- |
| Num        | Coureur                    | Pos        |
| 111        | Steven Kruijswijk (NED)    | 44e        |
| 112        | Wilco Kelderman (NED)      | 31e        |
| 113        | Tom Leezer (NED)           | 118e       |
| 114        | Bauke Mollema (NED)        | 2e         |
| 115        | Lars Petter Nordhaug (NOR) | 27e        |
| 116        | Mark Renshaw (AUS)         | AB-7       |
| 117        | Luis León Sánchez (ESP)    | 36e        |
| 118        | Sep Vanmarcke (BEL)        | NP-9       |

| Saxo-Tinkoff TST | Saxo-Tinkoff TST      | Saxo-Tinkoff TST |
| ---------------- | --------------------- | ---------------- |
| Num              | Coureur               | Pos              |
| 121              | Roman Kreuziger (CZE) | 3e               |
| 122              | Matti Breschel (DEN)  | 69e              |
| 123              | Daniele Bennati (ITA) | 106e             |
| 124              | Michael Mørkøv (DEN)  | 91e              |
| 125              | Evgueni Petrov (RUS)  | 84e              |
| 126              | Nicolas Roche (IRL)   | 15e              |
| 127              | Matteo Tosatto (ITA)  | 78e              |
| 128              | Oliver Zaugg (SUI)    | 39e              |

| Orica-GreenEDGE OGE | Orica-GreenEDGE OGE    | Orica-GreenEDGE OGE |
| ------------------- | ---------------------- | ------------------- |
| Num                 | Coureur                | Pos                 |
| 131                 | Michael Albasini (SUI) | 41e                 |
| 132                 | Sam Bewley (NZL)       | 138e                |
| 133                 | Baden Cooke (AUS)      | NP-9                |
| 134                 | Matthew Goss (AUS)     | NP-9                |
| 135                 | Daryl Impey (RSA)      | 68e                 |
| 136                 | Aidis Kruopis (LTU)    | 140e                |
| 137                 | Cameron Meyer (AUS)    | 10e                 |
| 138                 | Stuart O'Grady (AUS)   | 131e                |

| Lotto-Belisol LTB | Lotto-Belisol LTB        | Lotto-Belisol LTB |
| ----------------- | ------------------------ | ----------------- |
| Num               | Coureur                  | Pos               |
| 141               | Brian Bulgaç (NED)       | AB-5              |
| 142               | Jens Debusschere (BEL)   | AB-6              |
| 143               | Francis De Greef (BEL)   | 25e               |
| 144               | Kenny Dehaes (BEL)       | 134e              |
| 145               | Olivier Kaisen (BEL)     | 143e              |
| 146               | Maarten Neyens (BEL)     | 133e              |
| 147               | Fréderique Robert (BEL)  | AB-3              |
| 148               | Tosh Van der Sande (BEL) | 120e              |

| Euskaltel Euskadi EUS | Euskaltel Euskadi EUS | Euskaltel Euskadi EUS |
| --------------------- | --------------------- | --------------------- |
| Num                   | Coureur               | Pos                   |
| 151                   | Igor Antón (ESP)      | 12e                   |
| 152                   | Jorge Azanza (ESP)    | 55e                   |
| 153                   | Ion Izagirre (ESP)    | 34e                   |
| 154                   | Ricardo Mestre (POR)  | 119e                  |
| 155                   | Juan José Oroz (ESP)  | 43e                   |
| 156                   | Adrián Sáez (ESP)     | 95e                   |
| 157                   | Gorka Verdugo (ESP)   | 46e                   |
| 158                   | Robert Vrečer (SLO)   | 126e                  |

| FDJ | FDJ                     | FDJ  |
| --- | ----------------------- | ---- |
| Num | Coureur                 | Pos  |
| 161 | Arnaud Démare (FRA)     | 129e |
| 162 | William Bonnet (FRA)    | 127e |
| 163 | Arnold Jeannesson (FRA) | 38e  |
| 164 | Yoann Offredo (FRA)     | AB-7 |
| 165 | Cédric Pineau (FRA)     | 125e |
| 166 | Thibaut Pinot (FRA)     | 4e   |
| 167 | Jérémy Roy (FRA)        | 50e  |
| 168 | Benoît Vaugrenard (FRA) | AB-7 |

| Vacansoleil-DCM VCD | Vacansoleil-DCM VCD      | Vacansoleil-DCM VCD |
| ------------------- | ------------------------ | ------------------- |
| Num                 | Coureur                  | Pos                 |
| 171                 | Grega Bole (SLO)         | 73e                 |
| 172                 | Wesley Kreder (NED)      | 136e                |
| 173                 | Tomasz Marczyński (POL)  | AB-8                |
| 174                 | Romain Feillu (FRA)      | NP-9                |
| 176                 | Mirko Selvaggi (ITA)     | AB-6                |
| 177                 | Boy van Poppel (NED)     | 101e                |
| 178                 | Frederik Veuchelen (BEL) | 87e                 |

| Argos-Shimano ARG | Argos-Shimano ARG         | Argos-Shimano ARG |
| ----------------- | ------------------------- | ----------------- |
| Num               | Coureur                   | Pos               |
| 181               | John Degenkolb (GER)      | 96e               |
| 182               | Tom Dumoulin (NED)        | 58e               |
| 183               | Johannes Fröhlinger (GER) | 51e               |
| 184               | Simon Geschke (GER)       | 37e               |
| 185               | Patrick Gretsch (GER)     | 57e               |
| 186               | Thomas Peterson (USA)     | 115e              |
| 187               | Georg Preidler (AUT)      | 30e               |
| 188               | Jonas Ahlstrand (SWE)     | 139e              |

| IAM | IAM                         | IAM  |
| --- | --------------------------- | ---- |
| Num | Coureur                     | Pos  |
| 191 | Johann Tschopp (SUI)        | 18e  |
| 192 | Stefan Denifl (AUT)         | 79e  |
| 193 | Martin Elmiger (SUI)        | 77e  |
| 194 | Heinrich Haussler (AUS)     | AB-6 |
| 195 | Reto Hollenstein (SUI)      | 89e  |
| 196 | Thomas Lövkvist (SWE)       | 42e  |
| 197 | Sébastien Reichenbach (SUI) | 16e  |
| 198 | Marcel Wyss (SUI)           | NP-9 |

| Sojasun SOJ | Sojasun SOJ              | Sojasun SOJ |
| ----------- | ------------------------ | ----------- |
| Num         | Coureur                  | Pos         |
| 201         | Julien Simon (FRA)       | 71e         |
| 202         | Anthony Delaplace (FRA)  | 112e        |
| 203         | Brice Feillu (FRA)       | 29e         |
| 204         | Cyril Lemoine (FRA)      | 128e        |
| 205         | Jean-Marc Marino (FRA)   | 97e         |
| 206         | Maxime Méderel (FRA)     | 33e         |
| 207         | Rémi Pauriol (FRA)       | 45e         |
| 208         | Yannick Talabardon (FRA) | 80e         |